# Бакрчинское сельское поселение (Тетюшский район)
Бакрчинское се́льское поселе́ние — муниципальное образование в Тетюшском районе Татарстана Российской Федерации.
Административный центр — село Бакрчи.

## История
Статус и границы сельского поселения установлены Законом Республики Татарстан от 31 января 2005 года № 41-ЗРТ «Об установлении границ территорий и статусе муниципального образования "Тетюшский муниципальный район" и муниципальных образований в его составе».

## Население
| 2010 | 2011 | 2012 | 2013 | 2014 | 2015 | 2016 |
| ---- | ---- | ---- | ---- | ---- | ---- | ---- |
| 876  | ↘868 | ↘850 | ↘837 | ↘818 | ↘793 | ↘775 |
| 2017 | 2018 |      |      |      |      |      |
| ↘761 | ↘741 |      |      |      |      |      |

## Состав сельского поселения
| № | Населённый пункт     | Тип населённого пункта       | Население |
| - | -------------------- | ---------------------------- | --------- |
| 1 | Бакрчи               | село, административный центр |           |
| 2 | Татарский Чикилдым   | деревня                      |           |
| 3 | Татарское Черепаново | посёлок                      |           |
| 4 | Утямишево            | село                         |           |
| 5 | Чувашский Чикилдым   | деревня                      |           |
| 6 | Чувашское Черепаново | деревня                      |           |